# Johann Matthias Müller
Johann Matthias Müller, auch Johannes Matthias Müller (* 1677 in Frankfurt am Main; † 1725) war ein deutscher Mediziner.

## Leben und Wirken
Johann Matthias Müller studierte Medizin und wurde 1703 mit seiner Schrift „Disputatio inauguralis medica de inflammatione vesicae urinariae“ an der Universität Altdorf promoviert. 
Anschließend wirkte er als Stadtarzt in Weikersheim und in Künzelsau. 
Am 9. Dezember 1711 wurde er unter der Präsidentschaft des Mediziners und Naturforschers Lukas Schröck mit dem akademischen Beinamen Gorgias unter der Matrikel-Nr. 290 als Mitglied in die Leopoldina aufgenommen.

## Schriften (Auswahl)
- Disputatio inauguralis medica de inflammatione vesicae urinariae. Altdorf 1703 (Digitalisat)